# Orthotylus cuneatus
Orthotylus cuneatus är en insektsart som beskrevs av Van Duzee 1916. Orthotylus cuneatus ingår i släktet Orthotylus och familjen ängsskinnbaggar. Inga underarter finns listade i Catalogue of Life.